# Lê Đình Chinh
Lê Đình Chinh (1960-1978) là chiến sĩ Công an nhân dân vũ trang (nay là Bộ đội Biên phòng) đầu tiên hy sinh trong chiến tranh biên giới Việt-Trung 1978-1979, tại mặt trận huyện Cao Lộc tỉnh Lạng Sơn trong khi thi hành nhiệm vụ ngăn cản quân Trung Quốc tràn qua biên giới Việt Nam.

## Tiểu sử
Lê Đình Chinh sinh năm 1960, quê ở xã Hoằng Quang, huyện Hoằng Hóa (nay là thành phố Thanh Hóa), trú quán tại nông trường Sông Âm, huyện Ngọc Lặc, tỉnh Thanh Hóa.
Lê Đình Chinh nhập ngũ ngày 16/2/1975 khi đó anh 15 tuổi. Sau thời gian huấn luyện, Lê Đình Chinh được biên chế vào đại đội 6, tiểu đoàn 2, trung đoàn 12, Bộ tư lệnh Công an nhân dân vũ trang (nay là Bộ đội biên phòng). Anh từng tham gia chiến đấu nhiều trận với quân Khmer Đỏ trong chiến tranh biên giới Tây Nam, lập được một số chiến công.
Ngày 25 tháng 8 năm 1978, quân xâm lược Trung Quốc vượt biên giới sang Việt Nam hành hung cán bộ, phụ nữ và nhân dân địa phương. Lê Đình Chinh đã đánh trả, bằng tay không đánh gục hàng chục kẻ địch nhưng cuối cùng đã hy sinh khi mới 18 tuổi. Vì thành tích này anh được nhà nước Cộng hòa xã hội chủ nghĩa Việt Nam truy phong Anh hùng Lực lượng vũ trang nhân dân.

## An táng tại quê nhà
Ngày 05/01/2013, Bộ Chỉ huy Bộ đội biên phòng Thanh Hóa và gia đình, cùng đại diện Ban liên lạc Trung đoàn 12 tổ chức cất bốc, đưa hài cốt anh hùng liệt sĩ Lê Đình Chinh từ Nghĩa trang liệt sĩ huyện Cao Lộc, tỉnh Lạng Sơn về quê nhà tại Thanh Hóa.
Sáng ngày 06/01/2013 Bộ Chỉ huy Bộ đội biên phòng Thanh Hóa và UBND thành phố Thanh Hóa tổ chức lễ an táng hài cốt của anh hùng liệt sĩ Lê Đình Chinh tại nghĩa trang liệt sĩ phường Hàm Rồng, Thành phố Thanh Hóa.

## Truy tặng
Ngày 30 tháng 8 năm 1978, Lê Đình Chinh được truy tặng danh hiệu Anh hùng Lực lượng vũ trang nhân dân. Tên anh được nhiều địa phương trên đất nước Việt Nam đặt tên đường, trường học, trung học, nông trường. Một số sáng tác viết về Lê Đình Chinh có thể kể đến như bài hát Chúng tôi là đồng đội của Lê Đình Chinh (NS Phạm Tuyên), Bài ca tuổi trẻ Lê Đình Chinh (NS Bảo Chung), Bài hát về Lê Đình Chinh (NS Nguyễn Đức Toàn).